# Pro Mia
Pro Mia je vjerovanje da je bulimia nervosa stil života a ne bolest.
Ovo vjerovanje, zajedno s Pro Anom, često je kritizirano od strane društva jer stvara lažno okružje oboljelima uvjeravajući ih da to nije bolest, pa samim time i oboljeli ne traže pomoć. Iako Pro Mia/Ana internetske stranice promoviraju tu bolest, one služe i za potporu.